# Middle-earth: Shadow of Mordor
Middle-earth: Shadow of Mordor je akční videohra na hrdiny z roku 2014, kterou vyvinulo studio Monolith Productions a vydala společnost Warner Bros. Interactive Entertainment. Děj vychází z legendária J. R. R. Tolkiena o Středozemi a sleduje události mezi Hobitem a Pánem prstenů. Hráč se ujímá role Taliona, gondorského hraničáře, který je shodou nešťastných okolností svázán s přízrakem elfského pána Celebrimbora, s nímž se vydává pomstít svou rodinu. K tomu využívá boje zblízka, na dálku a magických schopností, s nimiž může útočit a ovládat nepřátele. Hra představila systém Nemesis, který umožňuje umělé inteligenci nehratelných postav pamatovat si jejich předchozí interakce s Talionem a podle toho adekvátně reagovat v následujících setkáních.
Vývoj hry začal roku 2011. Ve snaze vytvořit přesné zasazení a dodržet věrnost předloze byl vývoj konzultován s odborníky na Tolkienovo dílo z Warner Bros. a Peterem Jacksonem, režisérem filmových trilogií Pán prstenů a Hobit. Společnost Wētā Workshop poskytovala rady ohledně speciálních efektů. Hlavním scenáristou se stal Christian Cantamessa, zatímco Dan Abnett napsal dialogy skřetů. Soubojový systém byl z velké části ovlivněn herní sérií Batman: Arkham. Systém Nemesis, který byl navržen tak, aby si každý hráč vytvořil osobní příběh a nezapomenutelné skřetí postavy, byl ovlivněn sportovními videohrami a stolními hrami na hrdiny. Studio Monolith s tímto systémem dříve experimentovalo ve zrušené hře vycházející z filmů o Batmanovi od Christophera Nolana.
Hra byla vydána pro Microsoft Windows, PlayStation 4 a Xbox One v září 2014. Verze pro PlayStation 3 a Xbox 360, kterou vyvinulo studio Behaviour Interactive, byla vydána v listopadu téhož roku. Po vydání obdržela hra obecně přívětivé recenze. Nejvíce chvály si vysloužil systém soubojů, design otevřeného světa a nový systém Nemesis. Některá kritika se naopak týkala příběhu a soubojů s bossy. Shadow of Mordor se stal nejúspěšnější videohrou adaptující Tolkienovo legendárium a posbíral několik ocenění včetně hry roku. Po vydání základní hry byl také vydán dodatečný stahovatelný obsah. V říjnu 2017 bylo vydáno pokračování s názvem Middle-earth: Shadow of War.

## Hratelnost
Middle-earth: Shadow of Mordor je akční videohra na hrdiny hraná z pohledu třetí osoby a zasazená v otevřeném světě. Hráč se v ní ujímá role gondorského hraničáře jménem Talion, který se mstí silám zla za smrt své ženy a syna. Hráč může cestovat po herní mapě díky parkouru, ochočeným nestvůrám či zpřístupněním Zkutých věží (anglicky Forge Towers), které slouží jako body pro rychlé cestování. Ačkoliv je v úvodu hry Talion zavražděn, přízrak elfského pána Celebrimbora užije své moci, aby jej udržel naživu a poskytl mu některé magické schopnosti. Ve hře se vedle příběhových úkolů, které sledují Talionovu cestu za pomstou, nachází též úkoly vedlejší, v nichž hráč osvobozuje lidské otroky, pátrá spolu s Glumem po artefaktech z Celebrimborovy minulosti či plní mise, po jejichž splnění je vylepšen Talionův meč, luk a dýka. Hráč se díky otevřenému světu může zcela libovolně toulat Mordorem, plnit vedlejší úkoly a účastnit se zvláštních aktivit, jako je sběr rostlin, lov určitých stvoření nebo hledání starých artefaktů a elfských nápisů.
Plněním úkolů získává hráč řadu odměn, jmenovitě zkušenostní body, s nimiž se odemykají nové hraničářské a magické dovednosti, hodnotu Síly (Power value), která zpřístupňuje mocnější dovednosti k odemknutí, a nakonec herní měnu zvanou „miriany“, s nimiž hráč může navýšit Talionovo zdraví, počet šípů, kapacitu magických dovedností a limit run, které lze vložit do zbraní.
Aby hráč splnil určitý úkol, může se pustit do boje zblízka svým mečem, na dálku pomocí luku či se tiše proplížit v rámci stealthu podobně jako v sérii Batman: Arkham. Většina úkolů odmění hráče větší odměnou, pokud je dokončí v souladu se zadáním. Některé útoky vznikají kombinací Talionových a Celebrimborových schopností, což hráči umožňuje kombinovat klasický souboj se speciálními útoky založenými na atributu soustředění (Focus). Tyto útoky lze použít ke zpomalení času, když hráč míří lukem, k vysávání nepřátelského focusu či později k vypálení magické značky, což z nepřátel učiní Talionovy služebníky. Soubojový systém využívá princip řetězových útoků, což hráči umožňuje vykonat speciální útočné pohyby poté, co je série předchozích zásahů na dostatečně vysoké hodnotě. Příkladem lze uvést rychlé vysátí nepřátelského focusu či provedení magického plošného útoku. S tímto systémem lze také vykrýt nepřátelské útoky a provádět protiútoky. Stealth je v některých misích klíčový prvek, jelikož některé oblasti jsou považovány za tzv. pevnosti (Strongholds), a pokud je zde odhalena Talionova přítomnost, rozezní se poplach a přižene ještě víc nepřátel.

### Systém Nemesis
Systém Nemesis je v Shadow of Mordor klíčový prvek, jelikož díky němu hra dovede sledovat jakéhokoliv skuruta (ohavnější a silnější odnož skřetů, hlavní nepřátelé hry), se kterým hráč přijde do styku. V průběhy hry jsou hromadně generováni „ničím významní“ skuruti, s nimiž hráč může zcela libovolně bojovat, jelikož představují maso do mlýnku nepřátelského vojska. Systém Nemesis však začne sledovat jakéhokoliv z těchto skřetů, pokud prokáže nějakou pozoruhodnou dovednost, jako je zabití hráčovy postavy či přežití jejich vzájemného střetu. Tito skuruti jsou poté povýšeni na kapitány. Pokud i běžní, procedurálně vygenerovaní skřeti přežijí střetnutí s Talionem, budou povýšeni. Likvidace těchto velitelů nejen pomáhá oslabit nepřátelské vojsko, ale jejich zabití také poskytuje hráči nové runy, které lze vložit do Talionových zbraní a tím je vylepšit o dodatečné vlastnosti. Na druhou stranu, pokud je hráč zabit velitelem, stávající mise začne odznovu a daný velitel zesílí, kvůli čemuž je další střet o něco náročnější. Taková úmrtí byla dříve sledována prostřednictvím online serverů, díky čemuž byli hráčovi přátelé na různých síťových službách o případné smrti informováni. Současně jim byla nabídnuta mise Vendetta, v níž se mohli danému nepříteli pomstít. Pokud byla mise úspěšná, hra se odměnila oběma hráčům. Od ledna 2021 je tato funkce kvůli vypnutí serverů trvale nedostupná.
Skřetí velitel má řadu předností a slabin, přičemž druhá zmíněná může být během boje využita pro rychlé oslabení a poražení velitele. Hráč obvykle získá povědomí o těchto slabinách vyslýcháním nepřátel či vysáváním jejich focusu, konkrétně speciálně označených skřetů. Pokud hráč odhalí tyto slabiny, hra se odmění větším množstvím zkušenostních bodů a mocnějšími runami. Jakmile hráč získá schopnost vypalovat magické značky, může též označkovat skřetí velitele a tím převést celé kusy nepřátelské armády na svou stranu. Od tohoto okamžiku lze použít systém Nemesis k zažehnutí bojů mezi skřety, kterých se lze přímo účastnit, což pomáhá oslabit nepřátelské vojsko. Nepřátelé, kteří přežili střet s Talionem, si tuto událost zapamatují a připomenou při dalším střetu; například skřet, který byl vržen do ohně, se bude dožadovat pomsty za zohavení.

## Příběh

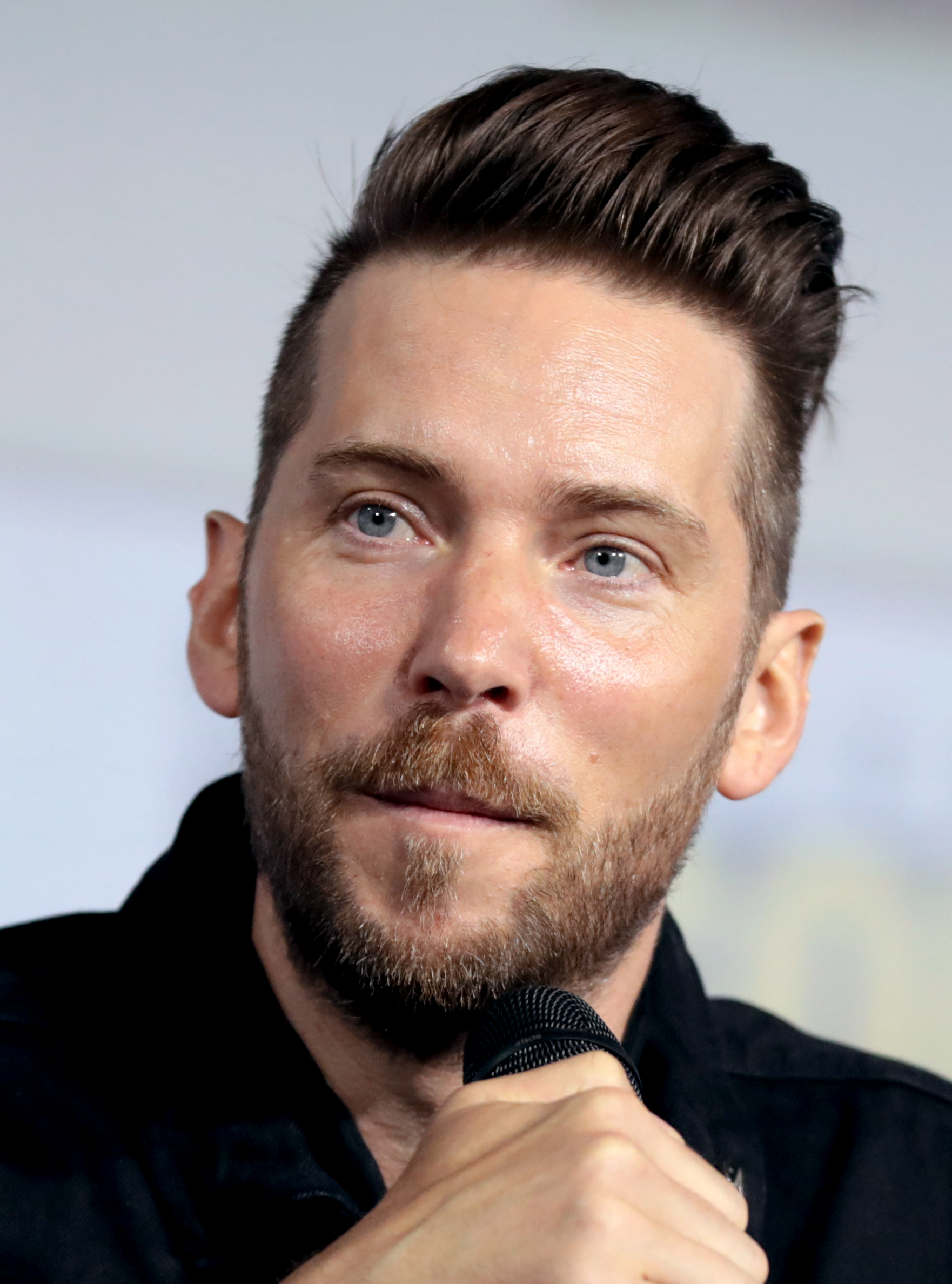
Troy Baker, který namluvil Taliona, hlavní postavu hry

### Zasazení
Shadow of Mordor vychází z Tolkienova legendária o Středozemi a filmové série Petera Jacksona. Hra se odehrává v šedesátileté dějové mezeře mezi událostmi Hobita a Pána prstenů. Příběh sleduje gondorského hraničáře Taliona (namluvil a poskytnul pohyby Troy Baker), jednoho z mužů strážící mordorskou Černou bránu, jak je v samotném úvodu společně se svou rodinou zavražděn Sauronovými přisluhovači, ovšem díky zásahu zpočátku neznámého přízraku znovu obživne a vydá se do Mordoru pomstít své blízké. V této době Mordor ještě není holou pustinou. Hráč též při svých cestách narazí na Gluma (namluvil Liam O'Brian). Talion po nějaké době objeví, že přízrak, který jej udržuje při životě a poskytuje mu některé magické schopnosti, je ve skutečnosti Celebrimbor (namluvil Alastair Duncan), největší elfský kovář Druhého věku, který též prahne po pomstě proti Sauronovi.

### Děj
Hlavní postavou příběhu je Talion, kapitán gondorských hraničářů strážící Černou bránu Mordoru. Zdejší posádku jednoho dne napadnou Sauronovi přisluhovači, skuruti vedení třemi Černými kapitány (the Black Captains), jimiž jsou Kladivo Sauronovo (the Hammer of Sauron), Věž Sauronova (the Tower of Sauron) a jejich velitel, Černá ruka Sauronova (the Black Hand of Sauron). Ve snaze přivolat ducha elfského pána Celebrimbora provede Černá ruka rituál, při němž jsou Talion, jeho žena Ioreth a jejich syn Dirhael obětováni a zbytek posádky povražděn. Celebrimbor, kvůli statusu přízraku trpící amnézií, splyne s Talionem a udrží jej tak naživu. Vysvětlí, že kletba vyvolaná Černou rukou je váže dohromady a nedovolí jim zemřít, dokud je Černá ruka naživu. Přestože si Talion přeje smrt, nezbývá mu než spolupracovat. Společně se vydají do Mordoru, aby odhalili Celebrimborovu minulost a pomstili smrt Talionovy rodiny.
Během svých cest se Talion a Celebrimbor několikrát setkají s Glumem. Glum dovede Celebrimbora vidět a mluvit s ním díky jeho předchozímu kontaktu s Jedním prstenem, a v naději, že jej Celebrimbor k tomuto prstenu dovede, mu Glum ukáže cestu k pozůstatkům elfovy minulosti, což postupně obnoví přízrakovu ztracenou paměť. Celebrimbor si vzpomene, jak jej Sauron, v přestrojení za elfa Annatara, Pána darů, oklamal, aby vytvořil Prsteny moci. Sauron poté potajmu ukoval Jeden prsten, zpustošil Eregion, unesl Celebrimborovu rodinu a donutil Celebrimbora prsten zdokonalit. Celebrimbor však prsten ukradl a přisvojil si jej, což mu dalo ohromnou moc, s níž byl schopen Sauronovi konkurovat. Prohlásil se Světlým pánem Mordoru (the Bright Lord of Mordor) a zbudoval si armádu skřetů, s níž vytáhnul proti Sauronovi. Prsten však Celebrimbora zradil a vrátil se k Sauronovi, který Celebrimbora potrestal popravou jeho ženy a dcery, a nakonec zabil i jeho samotného.
Při pátrání po Černé ruce Talion spojí síly s Hirgonem, bývalým hraničářem a dezertérem, který vede komunitu gondorských vyděděnců žijících v Mordoru, a Prašivcem Zbabělým (Ratbag the Coward), skřetem, který výměnou za pomoc v postupu vojenskou hierarchií pomůže Talionovi dostat se blíž k Černé ruce. Talion zabije každého ze skřetích vůdců, čímž Prašivce dosadí na post náčelníka (Warchief, nejvyšší hodnost mezi skřety), a společně s Hirgonem zničí Sauronovu sochu. Tyto události vyprovokují Kladivo Sauronovo, což donutí Hirgona a jeho lid opustit Mordor. Kladivo poté popraví Prašivce a pustí se s Talionem do boje, při němž Kladivo umírá.
Taliona nalezne válečnice Lithariel, adoptivní dcera královny Marwen, která tvrdí, že může Celebrimborovi pomoct s jeho posláním. Marwen je vládkyní Núrnu, království mořských nájezdníků na jihu Mordoru. Využije svých věšteckých schopností, aby navedla Taliona a Celebrimbora k dalšímu z pozůstatků z Celebrimborova života. Později jim poradí, aby využili Celebrimborových schopností k ovládnutí skřetího vojska. Talionovi nakonec dojde, že Marwen posedl čaroděj Saruman, ale společně s Lithariel jej zapudí. Talion však Sarumanův nápad uskuteční a zbuduje si vojsko skřetů, s nímž vytáhne na pevnost Černé ruky v Ered Glamhoth. Namísto Černé ruky však nalezne Věž Sauronovu. Utkají se a zvítězí Talion, když brutálně ubodá Věž k smrti. Před tím Věž odhalí, že Celebrimbor k Talionovi ve skutečnosti není vázán kletbou a může se kdykoliv oddělit. Spojil se s ním jen proto, jelikož potřeboval vhodného hostitele k vlastním záměrům. Po smrti Věže Celebrimbor slíbí, že jakmile zabijí Černou ruku, nechá Taliona pokojně zemřít.
Skřeti mezitím vyplení království Núrnu a Hora osudu vybuchne v mohutné erupci. Talion se vydá k Černé bráně skoncovat s Černou rukou, který však Taliona rychle zneškodní kouzlem, což také obnoví poslední zbytky Celebrimborovy paměti. Následně spáchá sebevraždu jako poslední část rituálu, což oddělí Celebrimbora od Taliona a donutí jej splynout s Černou rukou. To umožní Sauronovi posednout tělo Černé ruky a inkarnovat se ve fyzické podobě. Celebrimbor je však schopen nakrátko ochromit Saurona zevnitř, čímž Talionovi umožní zničit Sauronovu fyzickou podobu včetně těla, které obývá. Se smrtí Černé ruky si Celebrimbor přeje odejít do Síní čekání ve Valinoru. Talion jej však přesvědčí, aby zůstal a pokusili se svrhnout Saurona. Při pohledu na Horu osudu následně prohlásí, že je na čase ukovat nový Prsten moci.

#### Lord of the Hunt
Talion se společně s trpasličím lovcem Torvinem vydává na jih Mordoru do Núrnu, kam vpadla pětice skurutích náčelníků, obávaných mistrů šelem, aby zkrotili místní bestie a posílili tak Sauronovo vojsko. Ve snaze je zastavit si Talion s použitím Celebrimborových schopností některé bestie ochočí a použije je proti jejich pánům. Ve svém snažení nakonec uspěje a všechny náčelníky zabije, načež se s Torvinem rozloučí, jelikož se trpaslík chystá do Modrých hor.

#### The Bright Lord
Děj druhého datadisku se odehrává necelých pět tisíc let před událostmi základní hry a sleduje osud Celebrimbora krátce poté, co pomohl ukovat Jeden prsten a ukradl jej. Ve snaze pomstít se a zachránit svou rodinu si pomocí prstenu zbuduje skřetí vojsko a ovládne celý Udûn, což vyprovokuje Saurona k otevřenému útoku. Ačkoliv má zpočátku navrch, v kritickém okamžiku jej prsten zradí a vrátí se k Sauronovi. Celebrimbor je následně zajat, Sauron mu před očima zavraždí ženu a dceru, a nakonec ubije i jeho samotného. Jelikož je však Celebrimborův osud spjat s prstenem, jeho duch nemůže dosáhnout Valinoru; v podobě přízraku je proto spoután s Mordorem, dokud nebude prsten zničen. Závěrečná animace sleduje úvod základní hry, kdy jsou Talion a jeho rodina rituálně zavražděni. Přízrak Celebrimbora splyne s Talionem a přislíbí pomstu.

## Vývoj
Vývoj Middle-earth: Shadow of Mordor začal roku 2011 a trval necelé tři roky. Hlavním vývojářem bylo studio Monolith Productions, které již mělo zkušenosti s hrou zasazenou ve Středozemi v podobě multiplayerové arénovky Guardians of Middle-earth z roku 2012. Dle designového ředitele Michaela de Platera byl Shadow of Mordor vyvíjen souběžně s Guardians of Middle-earth, ale na starost jej měl jiný tým. Hru vydala společnost Warner Bros., která v minulosti vydala také herní sérii Batman: Arkham. O design hry se postaral zmíněný de Plater, který v minulosti společně s Creative Assembly pracoval na Rome: Total War a s Ubisoftem na Tom Clancy's EndWar a Tom Clancy's Ghost Recon: Future Soldier.

### Design hratelnosti
Shadow of Mordor byl první hrou studia Monolith s otevřeným světem a pohledem z třetí osoby, přičemž de Plater považuje její vývoj za naučnou zkušenost pro studio. Jelikož se z pohledu studia Monolith jedná o prvotinu takového žánru, bylo mnoho základních mechanik vytvořeno od nuly. Studio se při vývoji inspirovalo úspěšnými tituly, jako je například již zmíněná série Batman: Arkham od Rocksteady Studios; jsou jimi stealth a mechanismy plynulého boje, odkud vývojáři čerpali inspiraci. Studio považovalo hry od Rocksteady za dobrý příklad, jak zacházet s licencovaným titulem. V roce 2019 bylo uvedeno, že Monolith pracoval na samostatné videohře vycházející z trilogie o Batmanovi od Christophera Nolana. Studio muselo tento projekt, označený jako Apollo, po roce a půl vývoje zrušit, ačkoliv některé prvky, jako je systém Nemesis, z něj byly použity v Shadow of Mordor.
Charakteristickým rysem hry je zmíněný systém Nemesis. Jeho původ sahá na počátek minulého desetiletí, kdy vedení WB Games postřehlo, že předchozí singleplayerové hry, jako je Batman: Arkham Asylum, sice měly skvělé počáteční prodeje, ale nepodařilo se jim získat příjmy z prodeje použitých kopií. WB Games poté mezi svými vývojářskými studii zkoušelo různé pokusy, jak zabránit bazarovým prodejům. Příkladem lze uvést hru Batman: Arkham City, v níž je stahovatelný obsah možné aktivovat pouze jednou. V případě studia Monolith bylo cílem vytvořit herní prvek, který by vedl hráče k tomu, aby si herní disk ponechali, než aby se sháněli po prodejích z druhé ruky. Záměrem vývojářů bylo vytvořit systém umožňující nehratelným postavám reagovat na akce hráče, umožnit hráčům vytvořit si svůj příběh a učinit jinak bezejmenné skřety jedinečnými a nezapomenutelnými, aby hráči jen tak nepřestali hrát. Nápad na systém se zrodil tři měsíce po zahájení vývoje. Zpočátku byl komplexnější a obsahoval osobní vztahy mezi jednotlivými skřety, ale na popud studia byl nakonec uskromněn. Inspirací pro vznik tohoto systému byly stolní hry na hrdiny. Přestože si je většina skřetů podobná, někteří byli navrženi s výraznými vzorci chování. Dialogy pro tyto jedince napsal Dan Abnett. Vývojáři také doufali, že systém poskytne napětí a soutěživost, podobně jako je tomu v multiplayerových hrách. Při vývoji systému se studio dále inspirovalo sportovními hrami, kde vyprávění pokračuje, i když hráči prohrají zápas. V případě Shadow of Mordor něco takového zaručuje, že i když hlavní hrdina zemře, vyprávění a ponoření do hry nebude přerušeno. Systém je navržen tak, aby se hráči mohli emocionálně připoutat k hlavnímu hrdinovi prostřednictvím herního dramatu, a vytvořit si svého osobního padoucha, což oživí děj.

### Příběh a výtvarné umění
Hra má samostatný příběh. V raných fázích vývoje studio konzultovalo svou hru s Peterem Jacksonem, režisérem filmových trilogií Pán prstenů a Hobit, který doporučil, aby hra neměla žádnou souvislost s filmy. Aby se předešlo nepřesnostem, Monolith se radil s odborníky na Tolkienovo dílo z Warner Bros., a spolupracoval s Wētā Workshop (Jacksonova designová společnost) na speciálních efektech a scenériích hry. Pro zobrazení známých postav se studio spojilo s Middle-earth Enterprises, držitelem práv na franšízu, aby se zabránilo zneužití a rozporu mezi příběhem hry a Tolkienovou předlohou. Scénář napsal Christian Cantamessa, bývalý hlavní scenárista a hlavní designér hry Red Dead Redemption. Podle vývojářů byl příběh navržen tak, aby byl přístupný všem hráčům nehledě na jejich obeznámenost s franšízou. Hlavní hrdina příběhu, Talion, napůl člověk, napůl přízrak, byl inspirován Boromirem. Ačkoliv byl trpaslík Torvin původně navržen jako hratelná postava, nápad byl nakonec zamítnut. Identita přízraku, jehož osud je svázán s Talionem, je později odhalena jako Celebrimbor, tvůrce Prstenů moci. Vývojáři si vybrali Celebrimbora, jelikož považovali jeho příběh za dostatečně zajímavý na to, aby rozšířil autenticitu kánonu a umožnil jim napsat příběh o moci, což je ústřední téma hry. Pro tvorbu černé řeči skřetů si najali Davida Salo, lingvistu, který pracoval na fiktivních jazycích pro filmovou trilogii Pán prstenů. Vyprávění bylo inspirováno videohrou BioShock, která podle de Platera úspěšně začlenila odvíjení příběhu na základě hráčových voleb.
Shadow of Mordor zaplňuje dějovou mezeru mezi Hobitem a Pánem prstenů, přičemž úmyslem vývojářů bylo ukázat ikonické prvky tohoto univerza originálním způsobem. Tým si musel psát poznámky vycházející z Tolkienovy předlohy, aby bylo zajištěno, že jejich vize hry neporuší Tolkienovu fiktivní mytologii. Přestože prostředí hry je inspirováno knihami a filmy, několik míst (jako je Udûn a Núrnenské moře) bylo přepracováno. Umělecký ředitel Phil Straub považoval soulad s fiktivní mytologií a prezentaci „něčeho vizuálně nového“ a realistického za nejdůležitější prvky tvorby hry. Aby studio realisticky zobrazilo sopečnou aktivitu, vyslalo vývojáře do východního Washingtonu a na Kolumbijskou plošinu, kde fotografovali místní sopky. Pro tvorbu dalších částí herního prostředí studovali fotografie Islandu a Nového Zélandu. Poněvadž se Shadow of Mordor odehrává před událostmi Pána prstenů, krajina je méně postapokalyptická; jednotlivá prostředí se také liší počasím, osvětlením a atmosférou.
Hudbu k Shadow of Mordor složili Garry Schyman a Nathan Grigg. Soundtrackové album vyšlo digitálně u vydavatelství WaterTower Music dne 30. září 2014. Při navrhování hudebního podkresu byla použita řada zvukových nástrojů, které se synchronizují s ostatními aspekty hry (jako jsou akce hráče a pohyby nepřátel); pro bojovou hudbu byly použity takzvané strunné waterphones a bubnové spring drums.

## Vydání
V srpnu 2013 výtvarník zmínil, že studio Monolith Productions pracuje na špičkovém (tzv. AAA) titulu, který nemá co do činění s online arénovkou Guardians of Middle-earth, přičemž jeho název Middle-earth: Shadow of Mordor byl odhalen 12. listopadu téhož roku. Ačkoliv bylo vydání hry plánováno na 7. října 2014, nakonec bylo posunuto na 30. září v Severní Americe a 3. října ve Velké Británii kvůli „nadšení fanoušků“, jak uvedlo Warner Bros. Verze pro PlayStation 3 a Xbox 360 byly vydány 18. listopadu v Severní Americe a 21. listopadu v Evropě. Monolith se zaměřil na vývoj verzí pro PlayStation 4 a Xbox One, zatímco vývoj pro PlayStation 3 a Xbox 360 obstaralo studio Behavior Interactive. Ačkoliv se základní herní mechanismy, příběh a vyprávění hry na portech pro PlayStation 3 a Xbox 360 nezměnily, některé funkce (například systém Nemesis) jsou méně komplexní než ve verzích pro PlayStation 4 a Xbox One. Podle vývojářů byl systém Nemesis pro starší konzole příliš náročný.
16. prosince 2014 byl vydán první stahovatelný obsah s názvem Lord of the Hunt, který do hry přinesl nové runy, kosmetické úpravy vzhledu hlavního hrdiny, bosse a příběh zaměřený na trpaslíka Torvina. Datadisk obdržel od kritiků smíšené recenze. Druhý příběhový datadisk, The Bright Lord, byl vydán 24. února 2015 pro Microsoft Windows, PlayStation 4 a Xbox One. Hráč se v něm ujímá role elfa Celebrimbora a děj je zasazen necelých pět tisíc let před hlavním příběhem. Do základní hry přidává novou kapitolu, v níž hráč může splnit deset dalších misí a utkat se se Sauronem. Kromě výše zmíněných bylo vydáno také několik drobných datadisků, které do hry přidávají nové kosmetické úpravy vzhledu hlavního hrdiny, legendární runy či režimy výzev, jako je například zabíjení skřetích velitelů na čas. Jedná se například o datadisky Trials of War, Power of Shadow či Power of Defiance. Edice Game of the Year se všemi datadisky byla oznámena v dubnu 2015 a vydána 5. května pro Microsoft Windows, PlayStation 4 a Xbox One. Speciální edice s herními předměty a kovovým obalem na disk byla vydána 1. srpna.
Herní online servery byly vypnuty 12. ledna 2021, přičemž poslední aktualizace odstranila některé prvky související s online hraním, jako byl systém Vendetta a výsledkové tabule. Nicméně, herní ocenění spojená s těmito prvky byla upravena, aby byla hráčovi automaticky přidělena po spuštění hry po poslední aktualizaci.
Warner Bros. si patentovalo systém Nemesis v únoru roku 2021 u patentového úřadu United States Patent & Trademark Office.

## Přijetí

### Kritika
| Agregátor  | Skóre                               |
| ---------- | ----------------------------------- |
| Metacritic | XONE: 87/100 PC: 84/100 PS4: 84/100 |

| Udělil         | Skóre   |
| -------------- | ------- |
| Destructoid    | 6/10    |
| Eurogamer      | 8/10    |
| Game Informer  | 8,25/10 |
| GameRevolution | 9/10    |
| GameSpot       | 8/10    |
| GamesRadar+    | [ 18 ]  |
| GameTrailers   | 8,7/10  |
| Giant Bomb     | [ 86 ]  |
| IGN            | 9,3/10  |
| Joystiq        | [ 88 ]  |
| PC Gamer (US)  | 85/100  |
| Polygon        | 9,5/10  |
| Bonusweb.cz    | 90%     |
| Games.cz       | 8/10    |
| Hrej.cz        | 8/10    |

| Udělil                        | Cena     |
| ----------------------------- | -------- |
| Game Developers Choice Awards | Hra roku |
| GameSpot                      | Hra roku |
| Giant Bomb                    | Hra roku |
| Joystiq                       | Hra roku |

Dle agregátoru recenzí Metacritic obdržela hra „obecně přívětivé“ recenze.
Chválu si vysloužil především systém Nemesis. Podle Lucase Sullivana z GamesRadar systém zdokonalil hru tím, že učinil padouchy nezapomenutelnými a dodal hlavnímu hrdinovi osobnost. Brad Shoemaker z Giant Bomb s tímto výrokem souhlasil a napsal, že systém vytvořil mnoho osobitých postav a vedlejší obsah hry prodloužil její životnost. Alexander Sliwinski z Joystiq uvedl, že systém učinil každé hraní jedinečné, a že se díky němu hra odlišuje od ostatních akčních her. Dle Miloše Bohoňka z Games.cz dodává systém hře zajímavý rozměr a protivníkům propůjčuje „alespoň špetku osobnosti“. Našli se však tací, kteří systém neocenili. Chris Carter z Destructoid jej považoval za pozlátko k upoutání pozornosti, jelikož nedokázal vytvořit unikátní nepřátele; padouchům sice přidal různé vzhledy a slabiny, nikoliv však osobnost. Matt Miller z Game Informer napsal, že ke konci hry se systém zdál být plochý, a dle Kevina VanOrda z GameSpot byl systém až do druhé poloviny hry nepřitažlivý.
Systém soubojů byl většinou kritiků považován za vynikající. Shoemaker a Sliwinski jej srovnali s rytmickým soubojovým systémem herní série Batman: Arkham; oba jej shledali poutavým a flexibilním. Shoemaker ocenil rozmanitost soubojů, poněvadž kombinace rozsáhlých bitev, různých možností boje a systému Nemesis vytvořila „specifický druh chaotického, pořádného nesmyslu“, který je ve hře s otevřeným světem žádoucí. Dle Sliwinského a Shoemakera by systém soubojů učinil hru působivou i bez systému Nemesis. Miller došel k závěru, že se hra kvůli zaměření na zabíjení utápí v repetitivnosti, neschopna zachytit kouzlo, jaké je v sériích Assassin's Creed a Batman: Arkham, odkud vývojáři čerpali inspiraci. VanOrd naopak označil souboje v Shadow of Mordor za vylepšení vzorce užitého v Assassin's Creed.
Příběhová stránka hry se dočkala vlažných reakcí. Ačkoliv Shoemaker a Sliwinski chválili její „temnou“ atmosféru, Shoemaker shledal některé prvky (například postavu Gluma) vynucené a navržené tak, aby oslovily konkrétní část publika. Dle Millera hra nedokáže ve svém závěru úspěšně spojit všechny své dějové linie. VanOrd shledal kvalitu příběhu kolísavou, brzděnou nezajímavými souboji a scénami. Dan Stapleton z IGN napsal, že příběh sice představil nezapomenutelné postavy, ale fanouškům původní předlohy nebude příliš dávat smysl, a že jeho zájem o hru ke konci slábl. Cartera zklamala jednotvárnost příběhu („Jdi tam, zabij tohle, vylákej velkého zlouna a pak jej zabij pro svou rodinu“); hra dle jeho slov nedokázala přinést nic nového do stávajícího univerza, ba dokonce vedlejší úkoly shledal zajímavějšími než hlavní kampaň. Bohoněk uvedl, že příběh sice místy působí nekonzistentně a postrádá dobře vykreslené antagonisty, ale coby svébytný spin-off funguje dobře.
Mnoho ostatních aspektů hry bylo chváleno. Sullivan si užil mytologii Pána prstenů a „ohromující“ počet sběratelských předmětů ve hře. Miller také obdivoval rozsáhlé využití mytologie a chválil soundtrack a hlasové herectví. Stapleton souhlasil, zejména pokud šlo o herectví. Stejně tak Daniel Bischoff z GameRevolution, který dále ocenil, že hra nabízí celou varietu způsobů, jak dosáhnout stejného cíle. Jiří Bigas z Hrej.cz ocenil technické zpracování a audiovizuální stránku hry. Petr Zelený z Bonusweb.cz chválil optimalizaci hry a ovládání. Na druhou stranu se našly některé prvky, které byly kritizovány. Sullivan shledal některé vedlejší úkoly repetitivními. Bigas uvedl, že většina misí je poměrně stereotypní a víceméně se omezuje na čistou akci. Sliwinski byl zklamán z některých soubojů s bossy. Miller uvedl, že některé funkce jsou příliš složité a nedostupné pro nováčky nebo hráče, kteří nechtějí rozmýšlet složitější strategii. Carter shledal, že animované sekvence po hráčově smrti jsou otravné, jelikož se nedají přeskočit.
Na rozdíl od verzí hry pro PlayStation 4 a Xbox One se verze pro PlayStation 3 a Xbox 360 setkaly se smíšenými, až negativními recenzemi a mnoha technickými problémy. Podle Thomase Morgana z Eurogamer byla snímková frekvence nestabilní. Yannick LeJacq z Kotaku zaznamenal „mnoho technických záškubů a závad“. Morgan se domnívá, že vývojáři věnovali portu pro starší generace konzolí jen málo úsilí, zatímco LeJacq zpochybnil samotnou potřebu studia vydat hru i pro PlayStation 3 a Xbox 360.
Hra byla dobře přijata tvůrcem série BioShock Kenem Levinem, který ji označil za první hru s otevřeným světem a nepřímočarým dějem a vyprávěním, a dále uvedl, že některé z jejích prvků použije ve svém nadcházejícím vědeckofantastickém projektu zvaném Judas.

### Prodeje
Vydání Shadow of Mordor se stalo dosavadně nejúspěšnějším vydáním videohry adaptující Pána prstenů. Hra debutovala na druhém místě v britském žebříčku maloobchodních prodejů softwaru v prvním týdnu (po FIFA 15) a byla devátou nejprodávanější hrou ve Spojených státech v říjnu 2014.

### Kontroverze
Když došlo k představení Shadow of Mordor, bylo studio Monolith obviněno bývalým zaměstnancem Ubisoftu Charlesem Randallem z použití některých aktiv (jako je kód na animaci hlavního hrdiny) hry Assassin's Creed II. Monolith odpověděl, že všechna jejich aktiva byla vytvořena od nuly; měli důvěru ve svou originalitu.
V říjnu 2014, poté, co obvyklí recenzenti nebyli schopni získat předběžný přístup ke hře, uvedl John Bain (známý jako TotalBiscuit), že tvůrcům videí na YouTube byla nabídnuta smlouva na předběžný přístup výměnou za pozitivní hodnocení hry. James Stephanie Sterling z The Escapist získala jednu z kopií této smlouvy a podrobně ji analyzovala. Federální obchodní komise USA v návaznosti na tyto události zahájila vyšetřování a v červenci 2016 oznámila, že Warner Brothers Home Entertainment porušilo její zákon. Rozsudek komise zněl, aby společnost jasně a srozumitelně zveřejnila jakoukoliv spojitost mezi Warner Bros. a danými influencery a celou událost už znovu neopakovala.

### Ocenění a nominace
Kromě toho, že Shadow of Mordor získal několik ocenění na významných akcích a ceremoniích, byl vybrán webovými stránkami GameSpot, Joystiq a Giant Bomb jako hra roku 2014.
| Rok  | Ocenění                                        | Kategorie                                                      | Výsledek  | Zdroje  |
| ---- | ---------------------------------------------- | -------------------------------------------------------------- | --------- | ------- |
| 2014 | Game Critics Awards nejlepší z E3 2014         | Nejlepší v představení                                         | nominace  | [ 108 ] |
| 2014 | Game Critics Awards nejlepší z E3 2014         | Nejlepší hra na konzole                                        | nominace  | [ 108 ] |
| 2014 | Game Critics Awards nejlepší z E3 2014         | Nejlepší hra na hrdiny                                         | nominace  | [ 108 ] |
| 2014 | Nejlepší z Gamescom 2014                       | Nejlepší hra na konzoli PlayStation od Sony                    | nominace  | [ 109 ] |
| 2014 | Nejlepší z Gamescom 2014                       | Nejlepší hra na počítač                                        | nominace  | [ 109 ] |
| 2014 | The Game Awards 2014                           | Hra roku                                                       | nominace  | [ 110 ] |
| 2014 | The Game Awards 2014                           | Nejlepší výkon (Troy Baker jako Talion)                        | nominace  | [ 110 ] |
| 2014 | The Game Awards 2014                           | Nejlepší akce/dobrodružství                                    | vítězství | [ 111 ] |
| 2015 | 17. Game Developers Choice Awards              | Hra roku                                                       | vítězství | [ 112 ] |
| 2015 | 17. Game Developers Choice Awards              | Cena za inovaci                                                | nominace  | [ 112 ] |
| 2015 | 17. Game Developers Choice Awards              | Nejlepší design                                                | nominace  | [ 112 ] |
| 2015 | 17. Game Developers Choice Awards              | Nejlepší vyprávění                                             | nominace  | [ 112 ] |
| 2015 | 17. Game Developers Choice Awards              | Nejlepší technologie                                           | nominace  | [ 112 ] |
| 2015 | 11. British Academy Video Games Awards         | Nejlepší hra                                                   | nominace  | [ 113 ] |
| 2015 | 11. British Academy Video Games Awards         | Herní design                                                   | vítězství | [ 113 ] |
| 2015 | 11. British Academy Video Games Awards         | Herní inovace                                                  | nominace  | [ 113 ] |
| 2015 | 11. British Academy Video Games Awards         | Hudba                                                          | nominace  | [ 113 ] |
| 2015 | 18. každoroční D.I.C.E. Awards                 | Hra roku                                                       | nominace  | [ 114 ] |
| 2015 | 18. každoroční D.I.C.E. Awards                 | Vynikající úspěch v animaci                                    | vítězství | [ 115 ] |
| 2015 | 18. každoroční D.I.C.E. Awards                 | Vynikající úspěch v příběhu                                    | vítězství | [ 115 ] |
| 2015 | 18. každoroční D.I.C.E. Awards                 | Vynikající technický úspěch                                    | vítězství | [ 115 ] |
| 2015 | 18. každoroční D.I.C.E. Awards                 | Vynikající inovace v oblasti her                               | vítězství | [ 115 ] |
| 2015 | 18. každoroční D.I.C.E. Awards                 | Vynikající úspěch v herním designu                             | vítězství | [ 115 ] |
| 2015 | 18. každoroční D.I.C.E. Awards                 | Vynikající úspěch v herní režii                                | vítězství | [ 115 ] |
| 2015 | 18. každoroční D.I.C.E. Awards                 | Vynikající úspěch v postavě (Talion)                           | vítězství | [ 115 ] |
| 2015 | 18. každoroční D.I.C.E. Awards                 | Dobrodružná hra roku                                           | vítězství | [ 115 ] |
| 2015 | SXSW Gaming Awards                             | Hra roku                                                       | nominace  | [ 116 ] |
| 2015 | SXSW Gaming Awards                             | Znamenitost v technickém úspěchu                               | nominace  | [ 116 ] |
| 2015 | SXSW Gaming Awards                             | Znamenitost v hratelnosti                                      | vítězství | [ 117 ] |
| 2015 | SXSW Gaming Awards                             | Znamenitost v animaci                                          | vítězství | [ 117 ] |
| 2015 | SXSW Gaming Awards                             | Znamenitost v designu a režii                                  | vítězství | [ 117 ] |
| 2015 | NAVGTR Awards 2014                             | Hra roku                                                       | nominace  | [ 118 ] |
| 2015 | NAVGTR Awards 2014                             | Animace, technická                                             | vítězství | [ 118 ] |
| 2015 | NAVGTR Awards 2014                             | Umělecká režie, fantasy                                        | nominace  | [ 118 ] |
| 2015 | NAVGTR Awards 2014                             | Design ovládání, 3D                                            | vítězství | [ 118 ] |
| 2015 | NAVGTR Awards 2014                             | Režie v herní kinematografii                                   | nominace  | [ 118 ] |
| 2015 | NAVGTR Awards 2014                             | Osvětlení/textura                                              | nominace  | [ 118 ] |
| 2015 | NAVGTR Awards 2014                             | Výkon v dramatu, vedlejší (Phil LaMarr jako Ratbag)            | vítězství | [ 118 ] |
| 2015 | NAVGTR Awards 2014                             | Editace zvuku v herní kinematografii                           | vítězství | [ 118 ] |
| 2015 | NAVGTR Awards 2014                             | Zvukové efekty                                                 | nominace  | [ 118 ] |
| 2015 | NAVGTR Awards 2014                             | Hra, franšízová akční                                          | vítězství | [ 118 ] |
| 2015 | 13. každoroční Game Audio Network Guild Awards | Ozvučení roku                                                  | nominace  | [ 119 ] |
| 2015 | 13. každoroční Game Audio Network Guild Awards | Hudba roku                                                     | nominace  | [ 119 ] |
| 2015 | 13. každoroční Game Audio Network Guild Awards | Zvukový design roku                                            | nominace  | [ 119 ] |
| 2015 | 13. každoroční Game Audio Network Guild Awards | Nejlepší dialog                                                | nominace  | [ 119 ] |
| 2015 | 13. každoroční Game Audio Network Guild Awards | Nejlepší originální instrumentální hudba (skladba „Fort Morn“) | nominace  | [ 119 ] |

## Pokračování
Pokračování s názvem Middle-earth: Shadow of War bylo oznámeno v únoru roku 2017. Hra byla opět vytvořena studiem Monolith Productions a celosvětově vydána společností Warner Bros. dne 10. října téhož roku.